# Coriaria arborea
Coriaria arborea is een giftige Nieuw-Zeelandse plant, en een van de zes soorten die tutu worden genoemd. Het is een onregelmatig gevormde struik die een hoogte tot ongeveer 6 meter kan bereiken. De twijgen zijn op doorsnee min of meer vierkant. De bladeren zijn paarsgewijs tegenoverstaand en zittend. De kroonbladeren, zijn in aanvang groen en worden later paarszwart en sappig. Ze sluiten zich als een envelop om de vrucht, die eveneens bijna zwart is.
Alle delen van de plant zijn giftig, op de kroonbladeren na. In Nieuw-Zeeland veroorzaakt de plant regelmatig sterfte onder het vee. Het gif, tutine, werkt op de receptor voor de neurotransmitter glycine en beïnvloedt zo het centraal zenuwstelsel. Symptomen van de vergiftiging zijn misselijkheid, braken, wazig zicht, een gevoel van zwakte, en convulsies, wat kan overgaan in een comateuze toestand. Door de Maori's werd de plant gebruikt voor medicinale doeleinden.
De plant komt voor in Nieuw-Zeeland, op de Kermadeceilanden en op de Chathameilanden. Deze liggen respectievelijk ten noordoosten en ten oosten van Nieuw-Zeeland, in de Stille Oceaan.